# Amicta albescens
Amicta albescens är en fjärilsart som beskrevs av Otto Staudinger 1889. Amicta albescens ingår i släktet Amicta och familjen säckspinnare. Inga underarter finns listade i Catalogue of Life.